# Jean Bertaud
Jean Bertaud (9 de setembro de 1898 - 8 de março de 1987) foi um político francês.
Bertaud nasceu em Nîmes. Foi prefeito de Saint-Mandé de 1944 a 1983, quando foi substituído por Robert-André Vivien. Bertaud foi membro do Senado da França entre 1948 e 1977. Enquanto esteve filiado à União para a Nova República, ocupou vários cargos importantes no grupo senatorial da UNR. Bertaud também foi activo num partido político sucessor, o Reagrupamento para a República. Como senador, Bertaud representou Seine-et-Oise até à dissolução do departamento e, posteriormente, ocupou a cadeira por Val-de-Marne.